# 米英戦争
米英戦争（べいえいせんそう）は、1812年6月から1815年2月までの期間にイギリス、その植民地であるカナダ及びイギリスと同盟を結んだインディアン諸部族とアメリカ合衆国との間で行われた戦争。
米英がカナダ、アメリカ東海岸、アメリカ南部、大西洋、エリー湖及びオンタリオ湖の領土を奪い合い、また両陣営がインディアンに代理戦争をさせたため、北米植民地戦争でもあり、インディアン戦争でもある。
「イギリス＝アメリカ戦争」「第二次独立戦争」とも呼ばれる。英語では専らWar of 1812（1812年戦争）と表現される。

## 米英戦争の原因
この戦争が起こった背景にはいくつかの理由がある。
1.米英が奪い合おうとした土地が、そもそも古くからインディアンの住む土地であったことである。インディアン諸部族は自らの生存のために米英と闘わなければならなかった。
2. ヨーロッパでのナポレオン戦争中、アメリカ合衆国は中立を宣言するが、イギリス、フランスによる海上封鎖によって、アメリカは経済的大打撃を受けていたので、反英感情が高まっていた。またイギリスのアメリカ船に対する臨検活動も反英感情を強めた。
3. アメリカ国内において、入植白人はインディアンの土地を狙っていたが、激しく抵抗するインディアンたちの背後でイギリスが扇動していると考えていた。そのため反英感情が高まっており、根本的な解決のためにはイギリスと戦争するしかないと考えられた。この戦争においてインディアン達はアメリカ人の侵略活動による西進を防ぐ為、イギリスと手を組んだ。
4. ナポレオン戦争に関わっていたイギリスには新大陸に戦力を向ける余裕が無く、アメリカはその隙を狙っていわば火事場泥棒的にカナダをイギリスから奪おうとした。
5. 4.の理由からアメリカの指導者達は戦争がすぐに終わると楽観していた。

## 戦争の経過
戦争は、アメリカ合衆国が仕掛けて火蓋が切られた。1812年6月18日、アメリカ第4代大統領ジェームズ・マディソン政権の時にアメリカ合衆国議会はイギリスに宣戦布告した。外交的な論争が何年も続いた挙げ句の開戦ではあったが、どちらの側も戦争の準備はあまりできていなかった。
イギリスはナポレオン戦争に掛かりきりでいた。イギリス陸軍の主力はスペインでの半島戦争に取られており、イギリス海軍はヨーロッパの海上封鎖を強いられていた。1812年6月のカナダ駐在イギリス軍は公式の数字で6,034名となっており、これにカナダ民兵が支援していた。米英戦争の間、イギリスの陸軍及び植民地担当大臣は第3代バサースト伯爵ヘンリー・バサーストであった。開戦から2年間、イギリスは北アメリカの軍隊を補強するゆとりがなかったので、北アメリカ総司令官ジョージ・プレボスト中将に防衛的な戦略を採らせた。このことはプレボスト自身の考えでもあった。しかし、1814年になると、戦争経験のある25,000名以上の大規模な増援が可能になったにも拘わらず、プレボストのニューヨーク侵攻はプラッツバーグの戦いでの敗北で挫折した。また南部のルイジアナ侵攻もニューオーリンズの戦いで反撃された。
一方、アメリカ合衆国の方は楽観的に見過ぎていた。マディソン大統領は、民兵が容易にカナダを確保し、その後に停戦交渉を行えばよいと見ていた。1812年、アメリカ陸軍の正規兵は12,000名を切っていた。アメリカ合衆国議会は陸軍兵力を35,000名まで拡張することを認めたが、募兵は志願に頼り、給与が少なくて不人気だった上に、最初の内は訓練を積み経験のある士官が少なかった。民兵は正規兵の支援を要請されたが、その所属する州の外での従軍には反対し、規律もあまり良いとは言えず、さらに出身州の外で敵と遭遇すると働きが悪かった。合衆国は戦費を賄うことが非常に難しい状態にあった。これは丁度国立銀行（第一合衆国銀行）を放棄したばかりであったことと、北東部の民間銀行が戦争に反対していたことによっていた。
アメリカの準備の足りなさと、アメリカ合衆国陸軍長官ウィリアム・ユースティスの指導力の不足とで、ユースティスの更迭にまで発展し、戦争初期のアメリカは悲惨な状況だった。ユースティスの後継者ジョン・アームストロングは1813年遅くにモントリオール占領を目指した連携戦略を試みたが、兵站の破綻、非協力的で喧嘩っ早い指揮官達および訓練の足りない兵士によって失敗させられた。1814年までにアメリカ合衆国陸軍の士気と指導力は大きく改善されたものの、首都ワシントンD.C.が焼き討ちに遭い、今度はアームストロングが長官職を追われた。次の陸軍長官ジェームズ・モンローが新しい戦略を立てる前に、戦争は終わった。
アメリカの戦争遂行は、特に反戦論の声が大きかったニューイングランドでの不人気が災いする。ニューイングランドが民兵や財政的な援助を提供できなかったことは戦争遂行に深刻な打撃となった。ニューイングランドが合衆国からの脱退を検討するという脅威までもあり、イギリスはこの亀裂を即座に利用して、海上封鎖を南部の港に限定し、密貿易を奨励した。
米英戦争は主に3つの戦線で行われた。
1. 五大湖地方およびカナダ戦線
2. 大西洋戦線
3. 南部諸州戦線

### 五大湖地方およびカナダ戦線
アメリカは、英領カナダの奪取を狙い、カナダ領内に侵攻した。米英戦争2年目となる1813年5月にはナイアガラ川河口近くにあったイギリス軍のジョージ砦を攻撃して占領した。エリー湖、オンタリオ湖を抑え、アッパー・カナダの制圧には成功するも、セント・ローレンス川の水運を抑えることはできず、結果モントリオール、ケベックの攻略は失敗し、ロウアー・カナダの制圧はできなかった。こうしてアメリカのカナダ侵略の野望は潰えた。

### 大西洋戦線
大西洋においても海戦が行われていた。アメリカ海軍はイギリス海軍に較べ、戦闘艦の数も質も圧倒的に劣勢ながら、戦争前半は善戦した。しかしヨーロッパ大陸でのナポレオン戦争の帰趨が対仏大同盟側に有利になると、イギリスは海軍力をアメリカに向けたため、後半はその活動を封じ込められた。この戦争で英艦を破った米艦コンスティテューション（同艦は2015年現在も現役である）は、三笠やヴィクトリーと並んで、世界三大艦の1つとして有名である。また私掠船も盛んに活動した。
海軍に輸送されたイギリス陸軍は敵首都の直接攻略のためアメリカ東海岸に上陸し、1814年8月にはメリーランド州においてブラーデンスバーグの戦いに勝利し、次いでインディアン戦争をするアメリカは侵略者であるとしてワシントン焼き討ちを行いホワイトハウスを破壊した。アメリカの民衆は衝撃を受け、ヨーロッパ大陸の指導者らはこれを非難した。
大統領府のある首都ワシントンD.C.が陥落したのはこの一度のみである。ちなみに戦後、大統領府を改修する際に、このときの焼け焦げを隠すために真っ白なペンキを塗ったことから、大統領官邸はホワイトハウスと呼ばれるようになったという有名なエピソードがある。

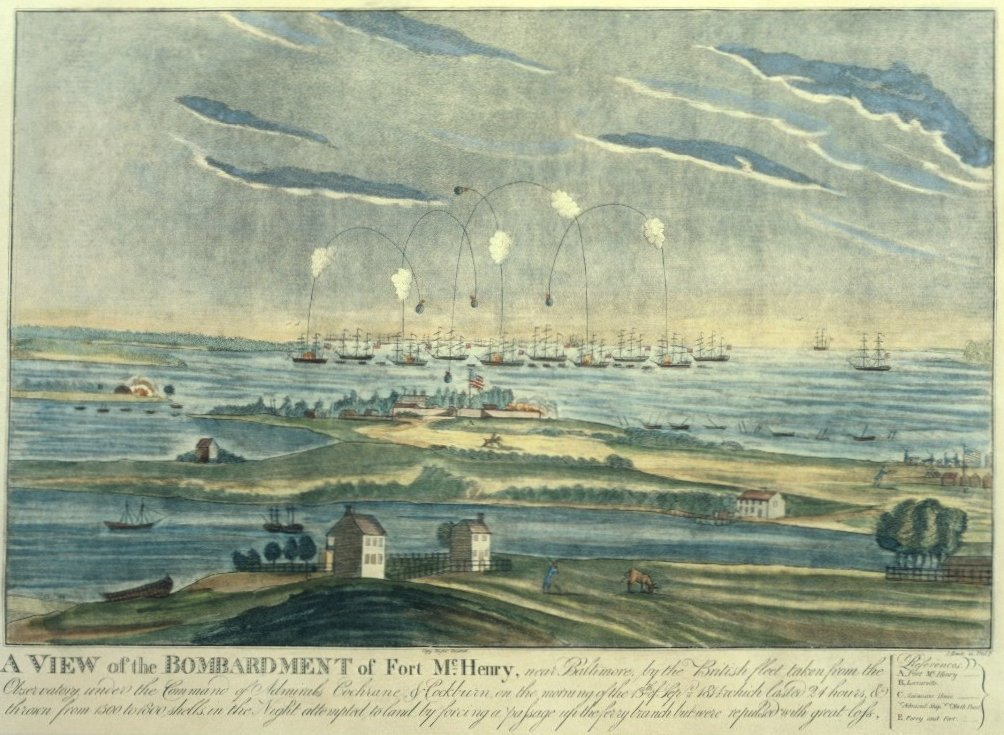
フォートマクヘンリーに海上からロケットを打ち込むイギリス艦: 1814年

またこの戦争で最も熾烈な戦いといわれるのが1814年9月13日の「マックヘンリー要塞の戦い」である。アメリカ兵は独立戦争時に作られたメリーランド州ボルチモアのマックヘンリー要塞（フォートマクヘンリー）に立てこもって戦った。当時のボルチモアはアメリカ私掠船の根拠地であった。それに対しチェサピーク湾に侵入したイギリス軍は間断ない艦砲射撃とコングリーヴ・ロケット弾による攻撃を加えた。このロケットによる攻撃は米国国歌の歌詞に“And the Rockets' red glare, the Bombs bursting in air,”と残されている。イギリスのロケットの精度の悪さとアメリカ軍の大砲の射程制限によって、どちらの側も損害はほとんどなかったが、砦は25時間に及ぶ激戦に耐えた。

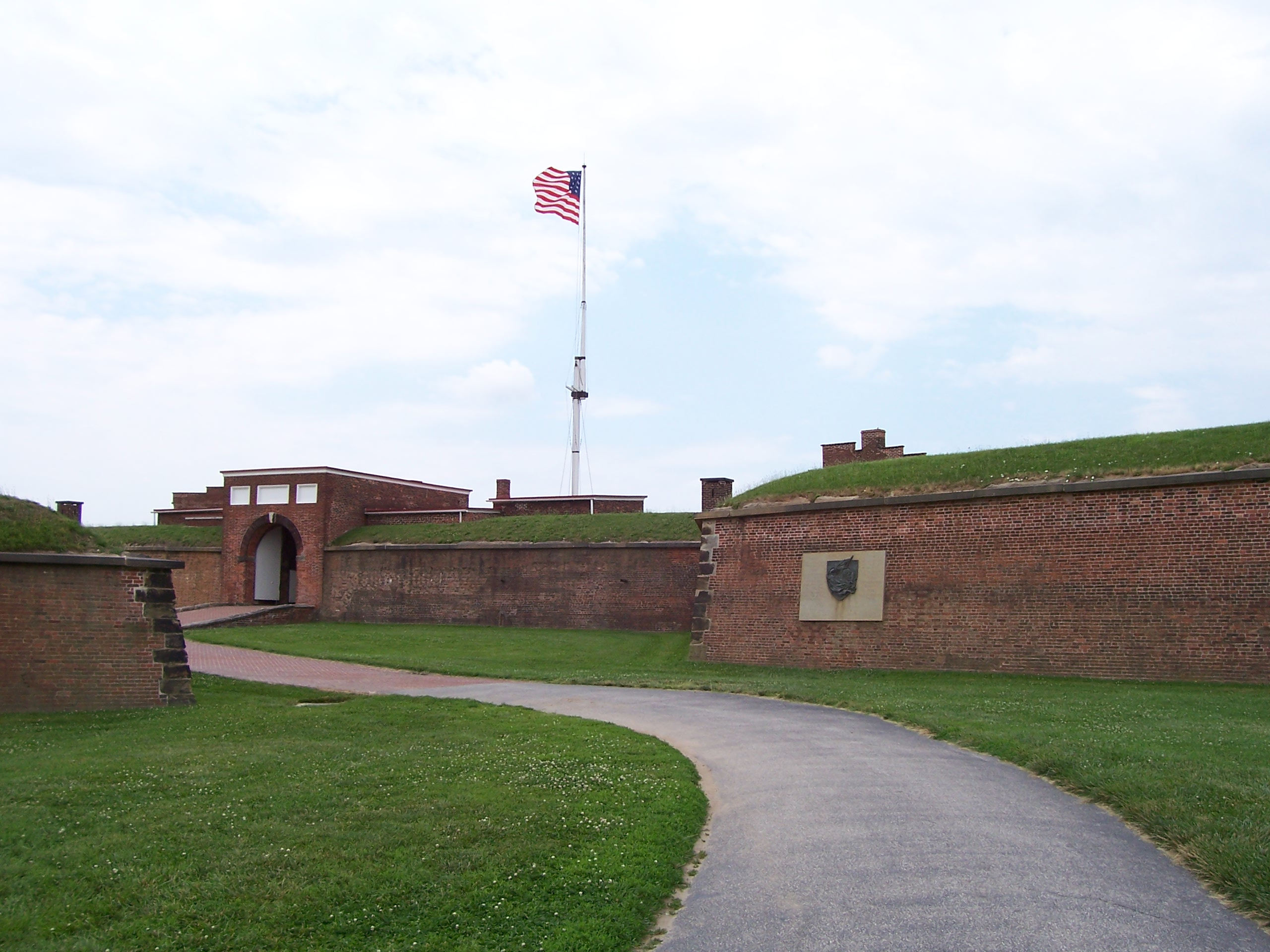
国定公園、ナショナル・モニュメント、国家歴史登録財の三重登録である現在のフォートマクヘンリー

この戦いの際に攻撃側のイギリス軍艦に抑留されていたフランシス・スコット・キーは、停戦後も砦で風になびく特製のアメリカの星条旗を海上から見てそれを称える詩を詠み、後に曲が与えられて現在のアメリカ国歌「星条旗」となった（後述）。この戦いを表す歌詞として“Gave proof through the night that our Flag was still there.”とある。また本戦争以降、州が増えるなどしてアメリカ合衆国の国旗が新しくなる際は、まずフォートマクヘンリーに掲揚されるのが伝統となった。国旗の星の数が49個になったとき、また50個になったとき、最初にこの砦で翻って、以後、正式使用となった。それらは砦の施設内に保存されている。

### 南部諸州戦線
この地を領土とするインディアン諸部族が米英の侵略に対して蜂起。ショーニー族の若き戦士テクムセの呼びかけにより、米軍との徹底抗戦を決めたクリーク族インディアンの戦い（クリーク戦争）と、休戦条約の頃に行われたメキシコ湾沿岸からのイギリス軍による侵攻が含まれる。
1814年3月、アンドリュー・ジャクソンはテネシー州民兵、チェロキー族戦士およびアメリカ陸軍正規兵を率いて南部に向かい、クリーク族のメナワたちインディアン戦士団と戦った。3月26日、ジャクソンとジョン・カフィー将軍はホースシュー・ベンドの戦いでクリーク族を打ち破り、クリーク族1,000名の中800名を殺したのに対し、約2,000名のアメリカ軍・チェロキー族連合軍は40名の戦死と154名の負傷に留まった。ジャクソン軍は生き残ったクリーク族を追跡し降伏に追い込んだ。インディアンはイギリス側に付き、イギリスも支援していたので、多くの歴史家がクリーク戦争を米英戦争の一部と見なしている。
イギリス軍は9月のニューヨーク州とメリーランド州での攻勢ではかばかしい戦果を上げられず、視点を南に向けて10,000名以上の部隊を載せた艦隊をメキシコ湾に派遣した。ジャクソンは更に西に動いて、1814年の暮れからのイギリス軍の侵攻に備えた。

## ガン条約
互いに決定打を欠いたまま戦争が長引くと、米英共に経済的にも軍事的にも疲弊し、講和の動きが出始めた。1814年12月24日、ベルギーにてガン条約が結ばれて米英は講和し、米英戦争は終結した。
この条約締結後、アンドリュー・ジャクソン率いる民兵軍がニューオーリンズでイギリス軍を撃破した（ニューオーリンズの戦い）。これは当時、新旧大陸間の連絡には船で数週間かかり、講和成立の知らせがすぐには届かず、停戦が遅れたために起こった。この勝利でアンドリュー･ジャクソンは英雄となり、後にアメリカ合衆国大統領となった。
イギリス軍はニューオーリンズの奪取を諦めたが、アラバマのモビールの町に攻撃の矛先を向けた。米英戦争の最後の戦いは1815年2月11日のボウヤー砦の戦いであり、この時は約1,000名強のイギリス軍が370名のアメリカ軍守備隊を降伏させた。
この時にアメリカが受けた攻撃以降、太平洋戦争まで、アメリカ本土は他国の正規軍からの攻撃に曝されることはなかった。次に起こったのは、太平洋戦争中の、1942年（昭和17年）2月24日、大日本帝国海軍伊号第一七潜水艦による、カリフォルニア州サンタバーバラのエルウッド石油製油所に対する砲撃（アメリカ本土砲撃）だった。（1916年にパンチョ・ビリャがニューメキシコ州に侵攻している。1941年のハワイ真珠湾攻撃については、ハワイは本土でなく、当時は州でもなかった。）

## インディアンの衰退と軍縮協定
多くのインディアン部族が消滅寸前まで虐殺され、領土を奪われて散り散りとなった。インディアンを追い出した広大な土地は、アメリカ植民政府の植民地となった。
ガン条約の取り決めにより、アメリカ合衆国はセントローレンス湾での漁業権を獲得し、未払いの負債や略取されていた財産は返還または支払われた。またイギリス軍に自由人として従軍していた奴隷を返させる代わりに、現金でその代償を払った。
この戦争の結果として、戦争中にイギリス商品の輸入がストップしたため、アメリカの経済的な自立が促され、アメリカ北部を中心に産業、工業が発展した。このため米英戦争は、政治的な独立を果たした「アメリカ独立戦争」に対して、経済的な独立を果たしたという意味で「第二次独立戦争」とも呼ばれている。
一方で、アメリカ政府は事後処理も含め多額の負債を抱えることとなり、国家破産の危機に瀕した。これら負債の一部は、事業家であるスティーブン・ジラードが個人資産で回収して事なきを得た。
1817年4月にはアメリカ、イギリス、英領カナダとの間で、軍縮協定であるラッシュ・バゴット協定が締結された。19世紀に成立した珍しい軍縮協定であり、またアメリカと英領カナダとの間の国境問題を解決した。

## 国歌「星条旗」の誕生
この戦争の最中に、アメリカ合衆国の国歌「星条旗」（英：The Star-Spangled Banner、星の煌く旗）が生まれている。歌詞は、1814年当時35歳であった詩人・弁護士のフランシス・スコット・キー（上述）による。
キーは、「マックヘンリー要塞の戦い」において、捕虜として捕えられた友人の釈放交渉のためイギリス軍艦に乗り込んだ。英国側の司令官は、最終的にはキーもその友人も解放することに同意したが、英軍の機密保持のため、イギリス艦隊がマクヘンリー砦を砲撃する間、2人は軍艦内に抑留されることとなった。激しい夜間砲撃の後、夜明けを迎えたキーらは、停戦後も砦の上に翻る星条旗を目にする。キーは自らの体験をすぐさま「マックヘンリー要塞の防衛」という詩に著した。これが、「天国のアナクレオンへ」という当時アメリカで人気のあったイギリスの俗謡のメロディに合わせて歌われるようになったのがアメリカ国歌の始まりである。

## ボードゲーム
- War of 1812, Columbia Games Inc. 1973
  - 木片のブロックを使ったユニットを使うのが特徴で、日本では「積み木のウォーゲーム」と呼ばれているColumbia Gamesのウォーゲーム。デトロイトからケベックまでをマップの範囲として、米英戦争を通年でプレイ出来るようデザインされている。エリー湖とオンタリオ湖も範囲に入っているので、湖での海戦もプレイできる。イギリス軍がデトロイトを占領するとインディアン部隊が登場するなど、史実がデザインに反映されている。
- Rocket Red Glare (Simulation Canada, 1981)：米英戦争全体を、戦略マップと作戦マップのハイブリッドで表現。2013年に新版が、PAPERWARS 78号の付録となった。
- Naval War of 1812 (Worthington Games,2012)：米英戦争時の海戦をカードゲーム化。